# Перша інформаційна революція
Перша інформаційна революція пов’язана з появою писемності, уможливила передачу інформації, знань від покоління до покоління через її фіксацію в знаках та зруйнувала монополію вузького кола людей на знання.
У стародавні часи людська пам’ять була єдиним засобом збереження та передачі суспільного досвіду, інформації про події та людей. Історія знає так звані безписемні цивілізації, де величезна кількість необхідних відомостей просто завчалась напам’ять жерцями, законознавцями, вчителями, а на далекі відстані посилались „живі листи” – гінці.
Виникненню писемності передували засоби, які слугували запам’ятовуванню усних повідомлень. До таких відносять предметне, вузликове та піктографічне письмо.
У предметному письмі засобами передачі змісту слугували різні предмети (наприклад, „вампум” – засіб запам’ятовування та передачі повідомлень у індіанських племен Північної Америки. Зміст повідомлення виражався кольором, кількістю та взаєморозташуванням раковин).
У вузликовому письмі засобами передачі змісту слугували мотузки з зав’язаними на них вузликами (наприклад, „кіпу” – вузлове письмо древніх перуанців, у вигляді мотузки, до якої був прив’язаний ряд різнокольорових шнурків з вузликами. Форма та кількість вузлів позначали числа, вузли різного кольору та по-різному розташовані мали різні умовні значення). Вузликове письмо набуло особливого поширення у скотарських племен для обліку поголів’я худоби.
У піктографічному (малюнковому) письмі повідомлення передавалось за допомогою малюнків (часто таких, які викликають зорові асоціації), які означають окремі предмети, дії, процеси тощо.
Писемність в її сучасному розумінні виникла наприкінці IV – на початку III тисячоліття до н.е. в Єгипті та Месопотамії.
При виникненні рабовласницького ладу з його порівняно розвиненою політичною ієрархією, технікою обробки землі, ремісничим виробництвом піктографічне письмо уже не задовольняло потреби культури. Воно поступово трансформується в ідеографічне письмо, у якому кожен знак або виражав окремі поняття та ідеї, або міг розвивати, роз’яснювати зміст інших знаків. Із часом у вавилонській, ассирійській, хетській та іншій мовах встановилось складове письмо, де переважали знаки, які передають не слово, а склад. З його допомогою можна було передати не лише зміст, але й відтінки людської думки. 
Загальний зміст інформаційного повідомлення сприймався вже як ціла комбінація, зіставлення символів та знаків. Поряд з піктографічними значками з’являються детермінативи – абстрактні визначники, знаки, що передають граматичні форми, соціальні відтінки, діалектизми, навіть вимову та значеннєву приналежність. Протягом тисячоріч існування й розвитку ідеографічні системи досягли надзвичайної складності. Одночасно стали застосовуватися знаки, що зображували тільки склади й навіть просто звуки. 
Прикладом ідеографічного письма є ієрогліфічна писемність (давньоєгипетська, шумерська та інші найдавніші системи письма). Мистецтво письма, як і вся древня система знань, перебувала в руках жерців. Власне, саме слово „ієрогліф” означає „різьблення жерців”. Заради зміцнення своєї влади жерці прагнули не спростити писемність, а навпаки, зробити її доступною лише обраним. Щоб стати освіченою людиною, треба було знати напам’ять кілька сотень, а то й тисяч знаків, і грамоті вчилися багато років. Із часом ієрогліфічне письмо змінювалось та розвивало свою графічну основу. Спрощення знаків – графем – привело до створення так званого ієратичного (священнослужительського), а потім і демотичного (народного) почерку, у якому число графем значно скоротилось.
У Шумері, Вавилонії, Ассирії писали тригранними гострими паличками на сирій глині. Кожен штрих був схожий на маленький цвях або кілочок. Тому й писемність цих народів називається клинописом. Китайці та японці писали тушшю за допомогою пензлика, їхні давні ієрогліфи мають вигляд мазків, легких штрихів.
Найбільшого розвитку ієрогліфічне письмо досягнуло в Китаї, де збереглося дотепер. Китайське письмо також лягло в основу національного письма Японії та Кореї.
Іншим видом писемності, поряд із ієрогліфічним, є фонетичне (літерно-звукове, алфавітне) письмо. В ньому кожен окремий знак (літера) передає, як правило, один звук.
Однією із найдавніших фонетичних систем є фінікійське письмо, яке використовувалось не лише фінікійцями, але й давніми євреями та моавитянами. Ранні пам’ятки фінікійського письма відносяться до ІІ половини 2 тисячоліття до н. е. Від фінікійського письма походять майже всі алфавітні системи письма, у тому числі грецьке письмо, від якого в свою чергу походять латинське письмо та кирилиця.
Кирилиця є однією з двох (разом із глаголицею) перших слов’янських азбук. Названа за іменем слов’янського просвітителя Кирила. Створена на основі грецького письма в кін. IX – поч. X ст. з доданням декількох літер. Була поширена у південних, східних та, ймовірно, західних слов’ян; лягла в основу українського алфавіту.
Інша слов’янська азбука – глаголиця – від кирилиці відрізняється формою літер. Ймовірно, створена слов’янськими просвітителями Кирилом та Мефодієм у IX ст. Була розповсюджена в X-XI ст. в Болгарії та Моравії, в Хорватії існувала до кін. XVIII ст.